# ابراهیم لودی
ابراهیم لودی سلطانی دهلی از دودمان لودی از دیگر قبایل غلجائی پشتون‌تبار بود که در هند حکمروایی می‌کرد.